# Inselbergbacken

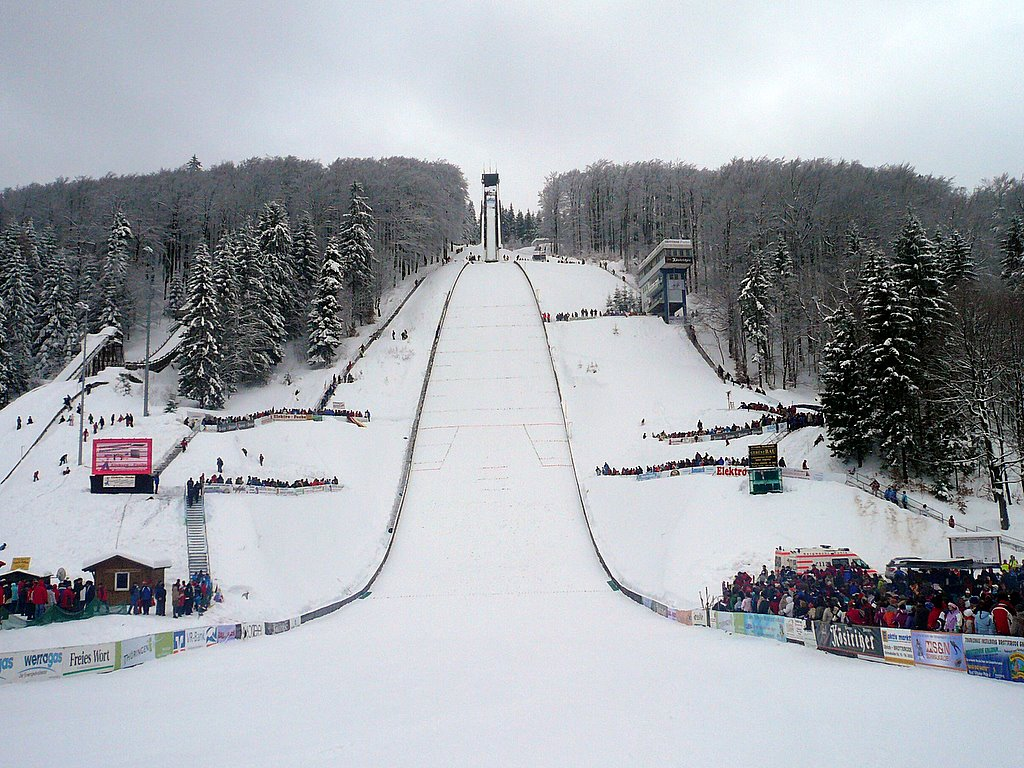
Inselbergbacken

Inselbergbacken (tyska: Inselbergschanze) är en hoppbacke i Brotterode i Tyskland. Backen ligger på norra sidan av berget Seim Berg, fyra kilometer sydväst om berget Großer Inselsberg som backen är uppkallad efter. Det har aldrig hållits någon världscuptävling i backen, men den har använts regelbundet i Continental Cup sedan 1995.

## Backrekord
| Datum | Namn                   | Längd  |
| ----- | ---------------------- | ------ |
| 1924  | Tyskland Karl Huhn     | 45 m   |
| 1924  | Tyskland Rudolf Lesser | 45 m   |
| 1924  | Tyskland Max Kröckel   | 45 m   |
| 1931  | Norge Knut Kobberstad  | 46 m   |
| 1934  | Tyskland Rudolf Lesser | 68 m   |
| 1952  | DDR Kurt Eichhorn      | 72 m   |
| 1955  | DDR Horst Lesser       | 84 m   |
| 1955  | DDR Werner Lesser      | 84,5 m |
| 1955  | DDR Harry Glaß         | 85 m   |
| 1957  | DDR Werner Lesser      | 86 m   |
| 1964  | DDR Siegbert Münch     | 86,5 m |
| 1964  | DDR Alfred Lesser      | 86,5 m |
| 1965  | DDR Dieter Neuendorf   | 87,5 m |
| 1966  | DDR Dieter Scharf      | 89 m   |
| 1966  | DDR Bernd Baptistella  | 89 m   |
| 1967  | DDR Wolfgang Stöhr     | 89 m   |
| 1968  | DDR Peter Lesser       | 89 m   |
| 1969  | DDR Christian Kiehl    | 89,5 m |

| Datum      | Namn                         | Längd   |
| ---------- | ---------------------------- | ------- |
| 1969       | DDR Christian Kiehl          | 94 m    |
| 1969       | DDR Manfred Wolf             | 96,5 m  |
| 1969       | DDR Manfred Wolf             | 99 m    |
| 1969       | DDR Clemens Walter           | 100,5 m |
| 1970       | DDR Jürgen Dommerich         | 100,5 m |
| 1970       | DDR Heinz Wosipiwo           | 105,5 m |
| 1983       | DDR Ulf Findeisen            | 106 m   |
| 1986       | DDR Klaus Ostwald            | 106 m   |
| 1986       | DDR Ulf Findeisen            | 107 m   |
| 1986       | DDR Silvio Bürger            | 107 m   |
| 1986       | DDR Ulf Findeisen            | 108 m   |
| 1986       | DDR Jens Weißflog            | 110 m   |
| 2001       | Tyskland Christoph Grillhösl | 113 m   |
| 2004       | Tyskland Stephan Hocke       | 115 m   |
| 2005       | Österrike Stefan Kaiser      | 118,5 m |
| 2005       | Tjeckien Lukáš Hlava         | 119 m   |
| 12.02.2005 | Sydkorea Choi Yong-jik       | 123,5 m |